# Моремон
Моремо́н (фр. и окс. Mauremont) — коммуна во Франции, находится в регионе Юг — Пиренеи. Департамент — Верхняя Гаронна. Входит в состав кантона Вильфранш-де-Лораге. Округ коммуны — Тулуза.
Код INSEE коммуны — 31328.

## География
Коммуна расположена приблизительно в 610 км к югу от Парижа, в 25 км к юго-востоку от Тулузы.
По территории коммуны протекает река Мердерик (фр. Merderic).

## Климат
Климат умеренно-океанический. Зима мягкая и снежная, весна характеризуется сильными дождями и грозами, лето сухое и жаркое, осень солнечная. Преобладают сильные юго-восточные и северо-западные ветры.

## Население
Население коммуны на 2010 год составляло 318 человек.
| 1962 | 1968 | 1975 | 1982 | 1990 | 1999 | 2010 |
| ---- | ---- | ---- | ---- | ---- | ---- | ---- |
| 168  | 135  | 134  | 151  | 178  | 222  | 318  |

## Экономика
В 2010 году среди 196 человек трудоспособного возраста (15—64 лет) 159 были экономически активными, 37 — неактивными (показатель активности — 81,1 %, в 1999 году было 74,1 %). Из 159 активных жителей работали 145 человек (76 мужчин и 69 женщин), безработных было 14 (5 мужчин и 9 женщин). Среди 37 неактивных 9 человек были учениками или студентами, 17 — пенсионерами, 11 были неактивными по другим причинам.

## Достопримечательности
- Церковь Св. Мартина
- Замок Моремон (1660 год). Исторический памятник с 1989 года[4]